# جان راسل (ورزشکار)
جان راسل (انگلیسی: John Russell؛ ۳ اوت ۱۹۳۵ – ۲۱ ژانویه ۲۰۱۹ (aged 83)) قایقران روئینگ اهل بریتانیا بود.
وی در مسابقات کشوری و بین‌المللی در مجموع برندهٔ ۱ مدال نقره، ۲ مدال برنز شده‌است.